# Riera de Rajadell

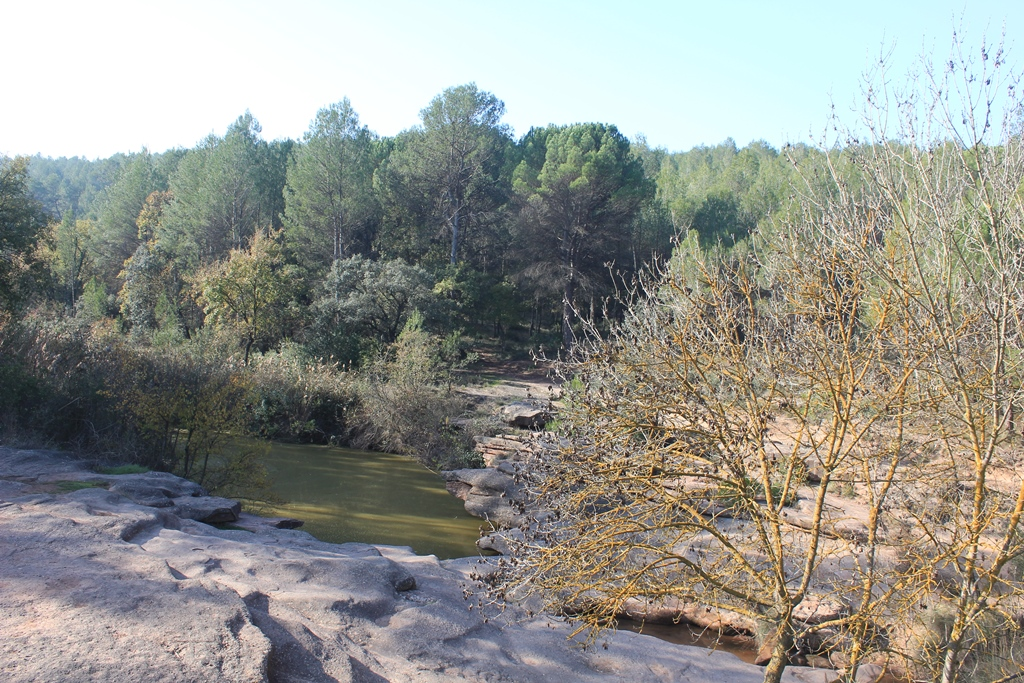
Gorg Azul de la riera de Rajadell

La riera de Rajadell, en la comarca de Bages, Barcelona, es un afluente por la margen derecha del río Cardener. Nace en la meseta de Calaf por la unión de varios arroyos provenientes de las poblaciones de la Llavinera hasta el castillo de Boixadors. Pasa entre los términos de Aguilar de Segarra y Rajadell y llega al río Cardener ya en el término de Manresa, en el paraje denominado alameda de Can Poc Oli. Su longitud es de unos 30 km y se orienta de oeste a este. Cuenta con numerosas fuentes y algunos bosques de ribera con refugios para la fauna silvestre, especialmente aves. Uno de sus principales afluentes es la riera de Maçana.
La poza de Moratón, en el extremo oeste del término municipal de Manresa, es un lugar de acceso cómodo al agua. El pileton (en catalán: gorg) se forma por el salto de la riera sobre una capa de conglomerados de origen continental, más resistentes que el resto de materiales de la formación de Artés.